# City Of Surprise Women's Open 2014
Il City Of Surprise Women's Open 2014 è stato un torneo di tennis facente parte della categoria ITF Women's Circuit nell'ambito dell'ITF Women's Circuit 2014. Il torneo si è giocato a Surprise in USA dal 17 al 23 febbraio 2014 su campi in cemento e aveva un montepremi di $25,000.

## Vincitrici

### Singolare
Jovana Jakšić ha battuto in finale  Tamira Paszek con il punteggio di 4–6, 7–6(15–13), 7–5

### Doppio
Shūko Aoyama /  Eri Hozumi hanno battuto in finale  Sanaz Marand /  Ashley Weinhold con il punteggio di 6–3, 7–5